# マクリス・カルネイロ
マクリス・フェルナンダ・シルバ・カルネイロ（Macris Fernanda Silva Carneiro、1989年3月3日 - ）は、ブラジルの女子バレーボール選手。ブラジル代表。

## 来歴
2007年にSão Caetano Esporte Clubeに入団し、プロとしてのキャリアをスタートさせる。2012年にEsporte Clube Pinheirosへ移籍すると、2季連続でベストセッター賞を受賞した。2015年にブラジル代表に初選出され、同年のパンアメリカンカップに出場した。2017年に代表復帰し、2019年のワールドカップでは正セッターを務めた。2021年開催の東京2020オリンピックでは銀メダルを獲得した。
2022年にキャリアで初めての海外でのプレーとしてトルコリーグのフェネルバフチェでプレーし、2023年はトゥルク・ハヴァ・ヨラーリと契約した。

## 球歴
- オリンピック - 2021年、2024年
- ワールドカップ - 2019年
- ワールドグランプリ - 2017年
- ネーションズリーグ - 2018年、2019年、2021年、2022年

## 受賞歴
- 2018年 - FIVB世界クラブ選手権 ベストセッター賞
- 2019年 - 南米クラブ選手権 ベストセッター賞
- 2019年 - ネーションズリーグ ベストセッター賞

## 所属クラブ
- São Caetano Esporte Clube（2007-2009年）
- Associação Desportiva e Cultural Metodista（2009-2011年）
- São Caetano Esporte Clube（2011-2012年）
- Esporte Clube Pinheiros（2012-2015年）
- Instituto Amigos do Vôlei（2015-2017年）
- ジェルダウ・ミナス（2017-2022年）
- フェネルバフチェ（2022-2023年）
- トゥルク・ハヴァ・ヨラーリ（2023-2024年）
- プライア・クルーベ（2024年-）